# Alfred Seiffert
Alfred Seiffert (ur. 26 września 1883 w Tharnau bei Grottkau, zm. 22 stycznia 1960 w Greifswaldzie) – niemiecki lekarz otorynolaryngolog, profesor Uniwersytetu Fryderyka Wilhelma w Berlinie, Uniwersytetu w Kilonii i Uniwersytetu w Heidelbergu.

## Życiorys
Studiował medycynę na Uniwersytecie we Wrocławiu, Uniwersytecie Fryderyka Wilhelma w Berlinie i Uniwersytecie w Greifswaldzie, tytuł doktora medycyny otrzymał w 1913 roku. Jego nauczycielami byli Alexander Tietze, Oskar Brieger i Gustav Kilian. W 1923 roku habilitował się pod kierunkiem Carla Eickena i został Privatdozentem. W latach 1928–1931 profesor nadzwyczajny otorynolaryngologii na Uniwersytecie Fryderyka Wilhelma w Berlinie, w 1931 został profesorem nadzwyczajnym Uniwersytetu w Kilonii, od 1942 profesor zwyczajny i dyrektor kliniki otorynolaryngologicznej Uniwersytetu w Heidelbergu.